# 北京鲁迅博物馆
北京鲁迅博物馆（北京新文化运动纪念馆），包括鲁迅博物馆馆区和新文化运动纪念馆馆区。其中鲁迅博物馆馆区位于北京市西城区阜成门内大街宫门口二条19号，是依托原位于北京市阜成门内西三条21号的北京鲁迅故居建立的博物馆。新文化运动纪念馆馆区位于北京市东城区五四大街29号。以下仅介绍鲁迅博物馆馆区，关于新文化运动纪念馆馆区见北京大学红楼。
它是中央国家机关思想教育基地、中央国家机关文明单位，北京市爱国主义教育基地、首都残疾人爱国主义教育基地、北京市社会大课堂中小学生教学活动实验基地，是第一批国家一级博物馆。馆区内包括鲁迅故居、鲁迅生平陈列馆。

## 历史
鲁迅故居是1924年春鲁迅亲自设计改建而成，同年5月迁来居住的，是北京市迄今保存最为完好的鲁迅旧居。鲁迅在此生活两年，直至1926年8月离开北京赴南方。此后，1929年5月和1932年11月，鲁迅两次自上海返回北平探望母亲，也曾在此小住。在此，鲁迅完成了《华盖集》、《华盖集续编》、《野草》三本文集以及《彷徨》、《朝花夕拾》、《坟》中的部分内容。1947年鲁迅原配夫人朱安病逝，中共地下党组织王冶秋、徐盈、刘清扬、吴昱恒等人通过北平高等法院查封了此处故居，将其暗中保护起来。中华人民共和国成立后，1949年10月19日，正值鲁迅逝世13周年，鲁迅故居正式对外开放。1950年3月，鲁迅遗孀许广平将故居和鲁迅生前藏书、文物全部无偿捐献给国家。1955年5月22日，周恩来曾来鲁迅故居视察。1979年8月21日，“鲁迅故居”被公布为北京市文物保护单位。2006年5月25日，“北京鲁迅旧居”被公布为第六批全国重点文物保护单位。
1954年初，中央人民政府文化部决定建立鲁迅博物馆，在故居旁增建陈列室，于1956年10月19日鲁迅逝世20周年纪念日对外开放。北京鲁迅博物馆是中华人民共和国最早建立的“人物传记性博物馆”。 1992年，北京鲁迅博物馆被命名为“北京市爱国主义教育基地”。2014年7月11日，经中央编办批复，北京鲁迅博物馆和北京新文化运动纪念馆合并为北京鲁迅博物馆（北京新文化运动纪念馆），原北京鲁迅博物馆成为北京鲁迅博物馆（北京新文化运动纪念馆）鲁迅博物馆馆区。

## 收藏
北京鲁迅博物馆（北京新文化运动纪念馆）馆藏文物、图书等藏品7万余件，其中国家一级文物759件。主要包括鲁迅的手稿、生平资料、藏画、藏书、藏碑拓片、藏友人信札等文物；许广平、周作人、周建人、章太炎、钱玄同、许寿裳、胡风、魏建功、江绍原、瞿秋白、冯雪峰、萧军、萧红、柔石、叶紫、冯铿等新文化运动时期历史人物的遗存；鲁迅著、译、辑、编著作版本以及鲁迅研究著作版本、现代文学丛刊以及新旧期刊；中外版画，以及吴冠中、李可染、蒋兆和等画家的作品。

## 建筑
北京鲁迅旧居不是标准的四合院，是鲁迅亲自设计改造的的很有意思的小院。主要分前后两个院，前院是住宅，后院是小花园。前院主要有如意门一间，倒座房四间，正房三间，东西厢房各两间，由于地方比较窄，所以西厢房做得很窄，成了厨房。在大门和前院之间有屏门，在倒座房的最西一件与前院之间有校门。正房的左右两间分别是鲁迅母亲鲁瑞和元配夫人朱安的居室，中间一屋向北接出一间房，被称为“老虎尾巴”，为鲁迅的居室。倒座房是鲁迅的书房和会客室，前院里有鲁迅亲自载下的丁香树。从正房与西厢房之间的小门，进入第二进院，院子西侧为厕所，院子中间为水井。院子里种有花草树木。
鲁迅在《秋夜》一文中写道：“在我的后园，可以看见墙外有两株树，一株是枣树，还有一株也是枣树。”实际上从鲁迅居住的后罩房“老虎尾巴”向北望，看见的枣树是在横四条3号院中。那里原来一共四棵枣树，十分高大，但最东面的一棵很早就死去并被锯掉；最西面的一棵则有房子遮挡，所以在“老虎尾巴”内是看不见的。所以鲁迅看到的是两棵枣树。最西面的一棵枣树在1940年代初被锯掉，剩下的两棵也逐渐老死。现在从“老虎尾巴”向外望，再也看不见枣树了。

## 图集

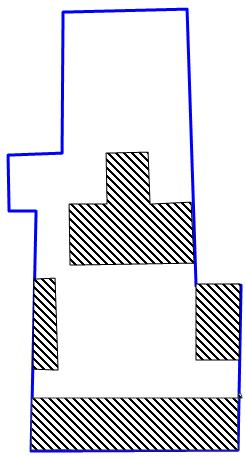
故居平面示意图
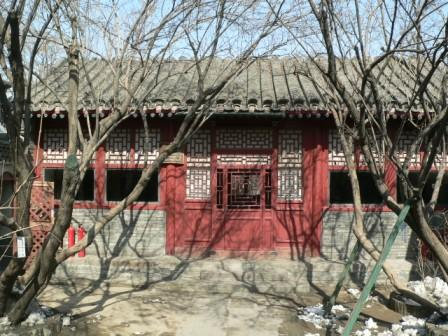
正房
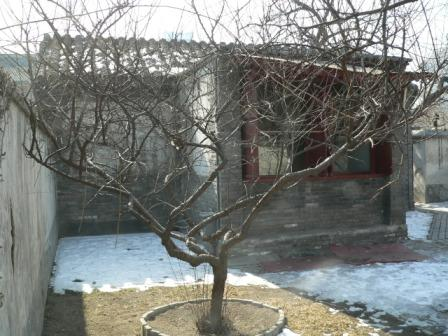
老虎尾巴
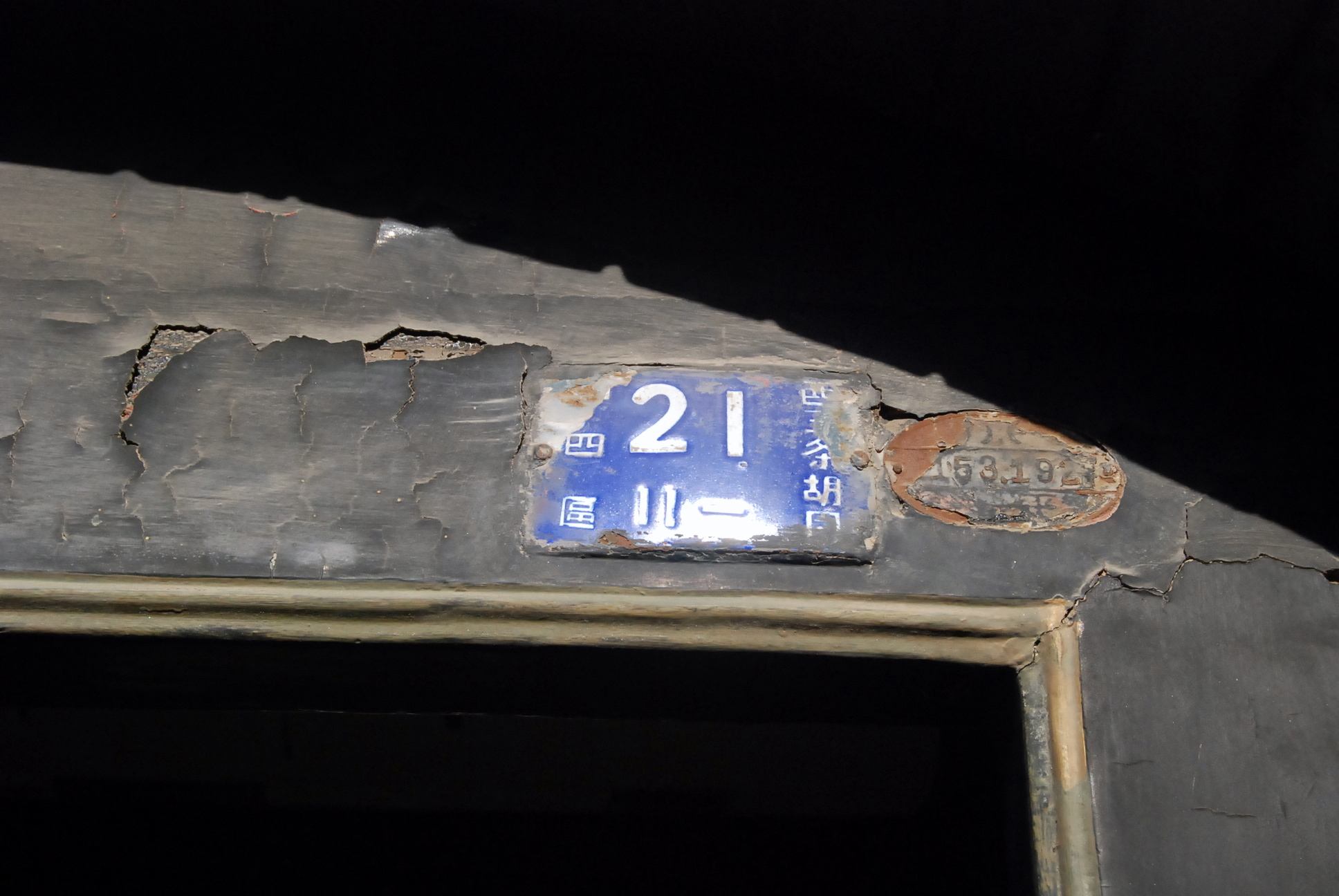
故居的门牌
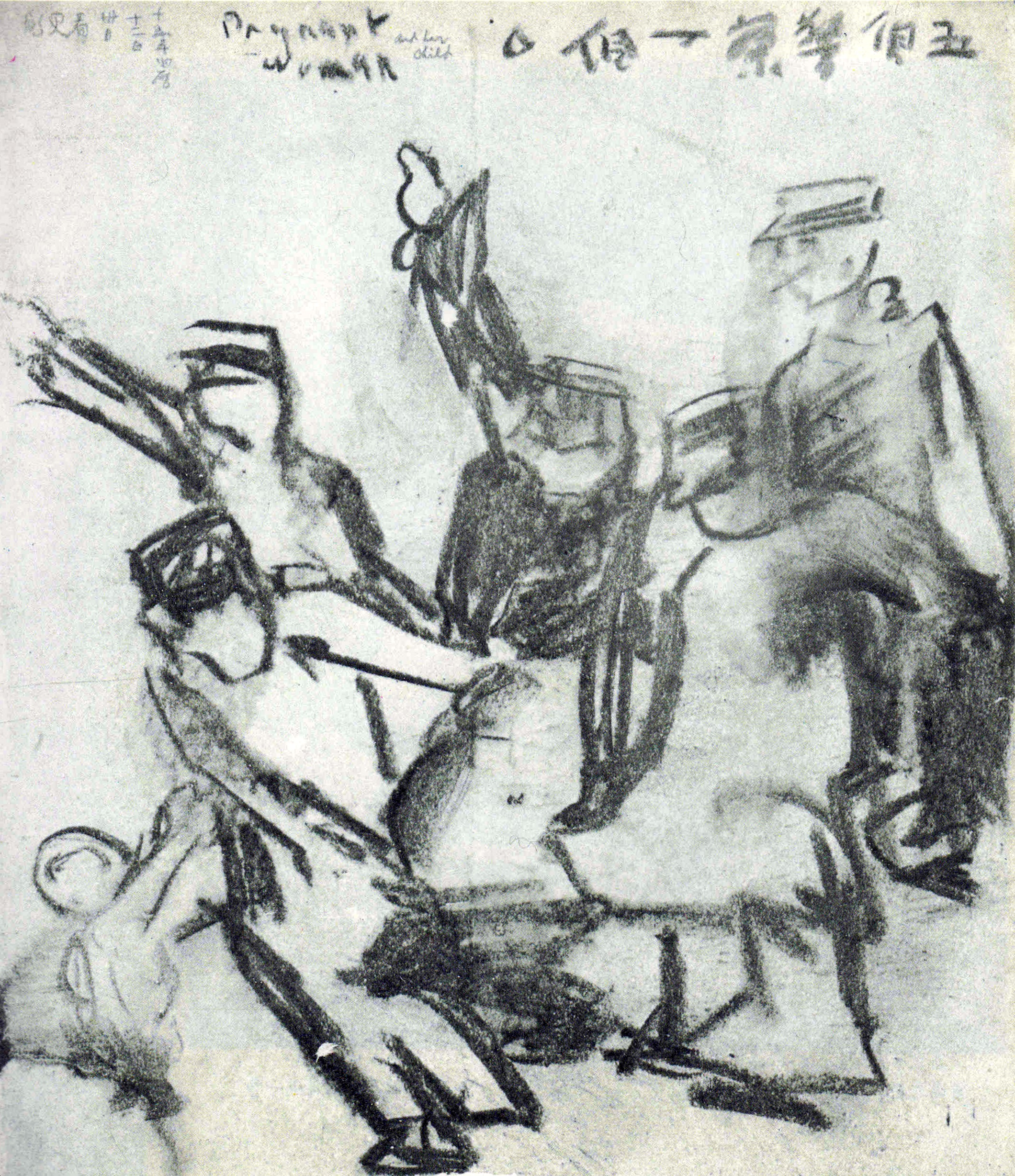
鲁迅藏司徒乔《五个警察一个〇》
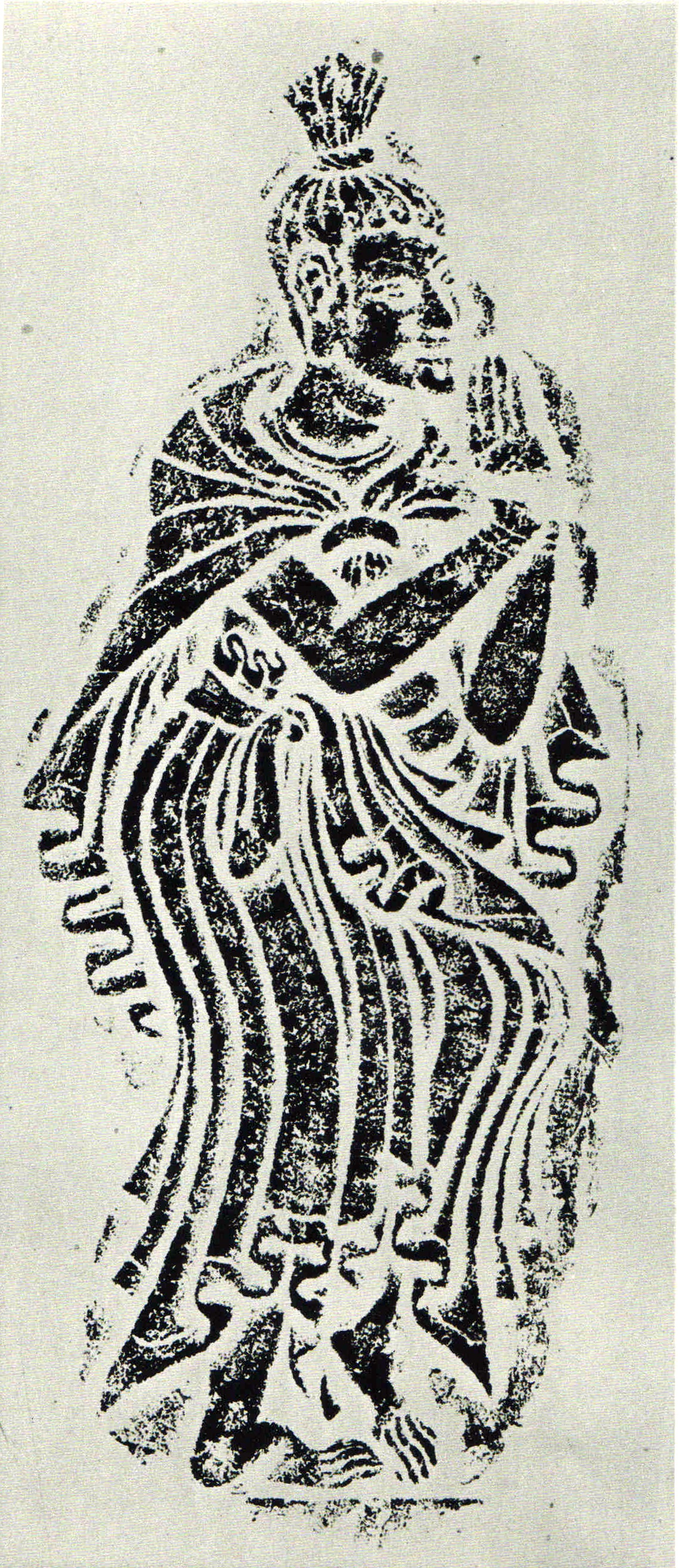
鲁迅藏王龙寺造像拓片
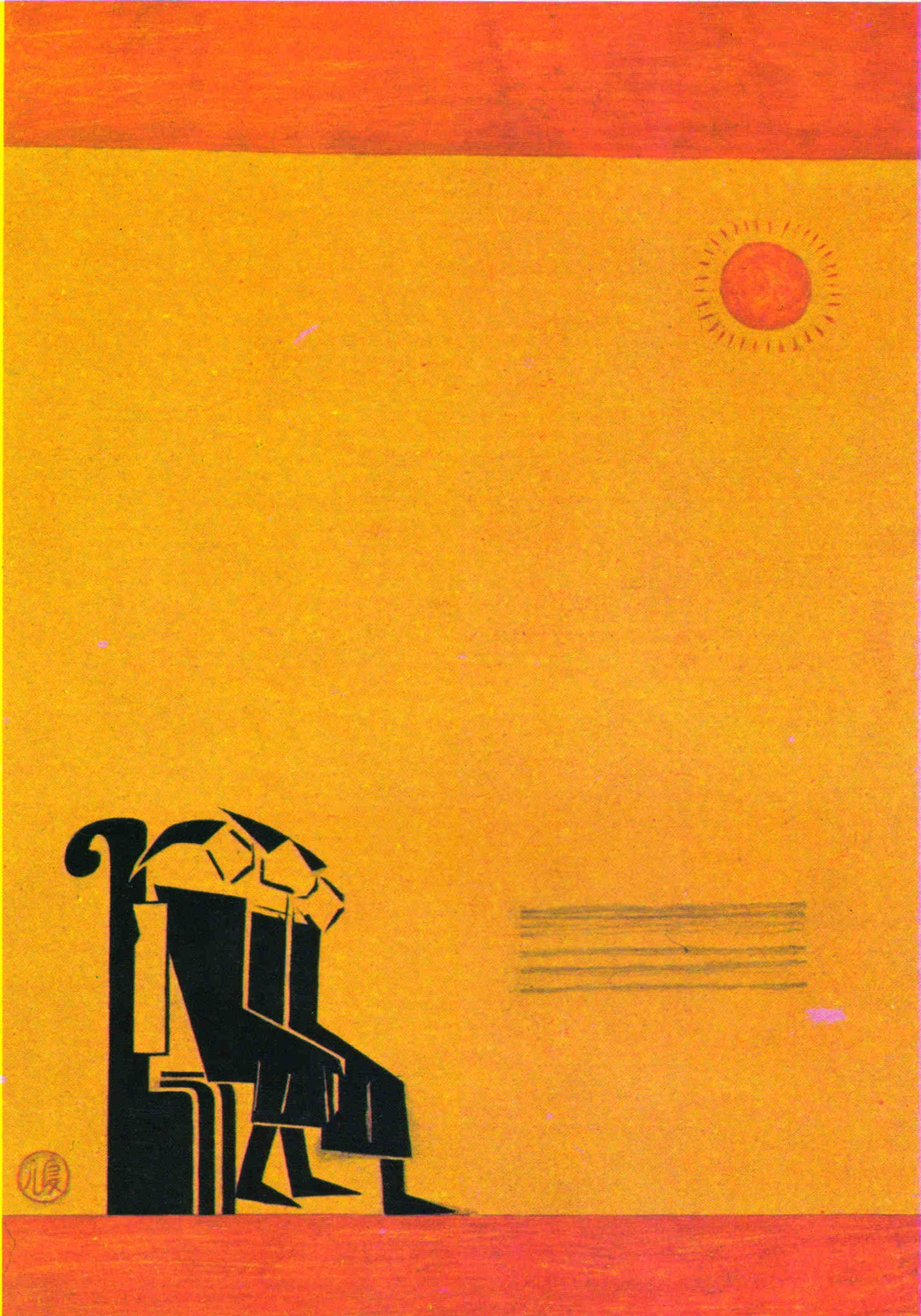
《彷徨》封面设计
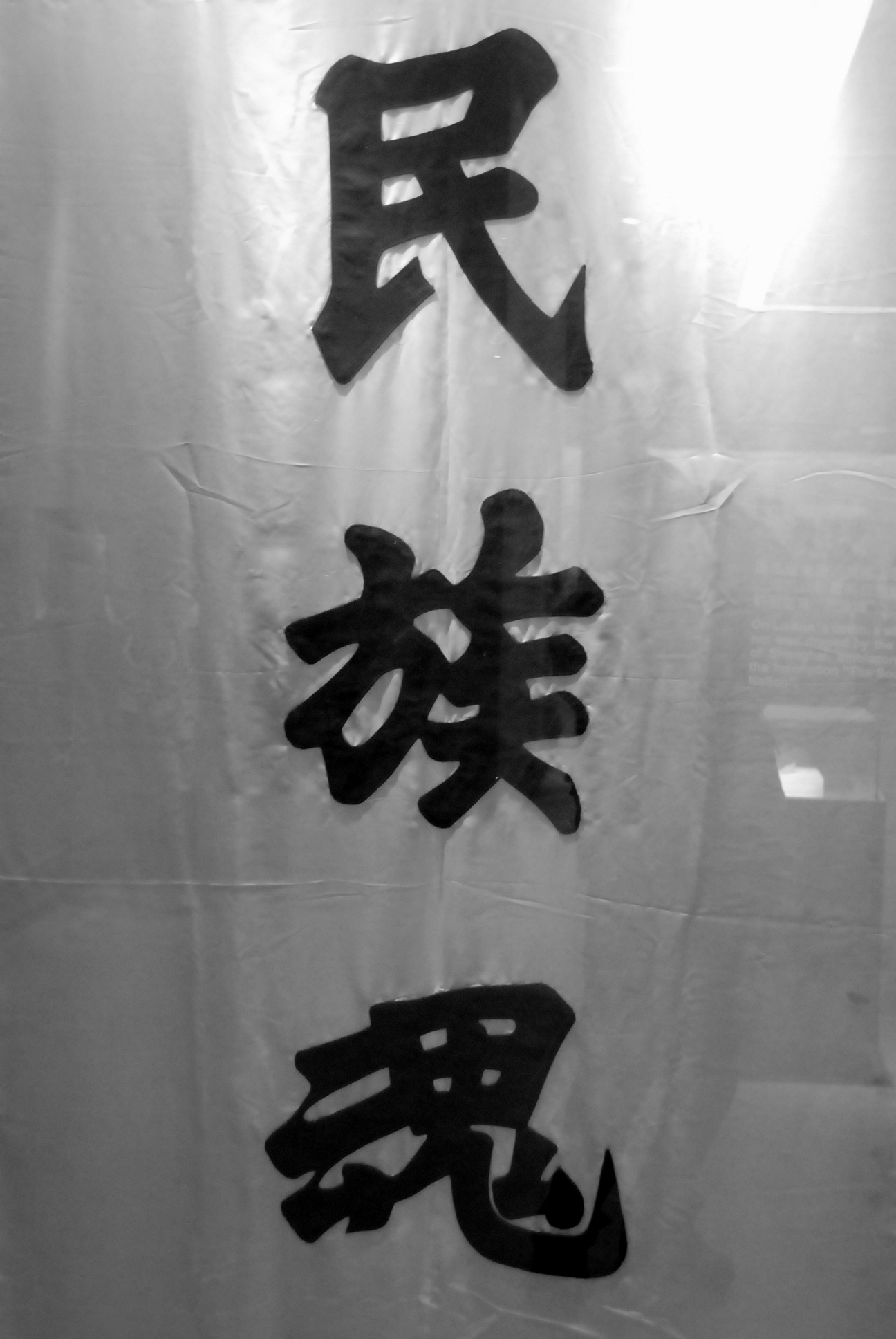
鲁迅葬礼所盖旗帜“民族魂”